# 四輪操舵

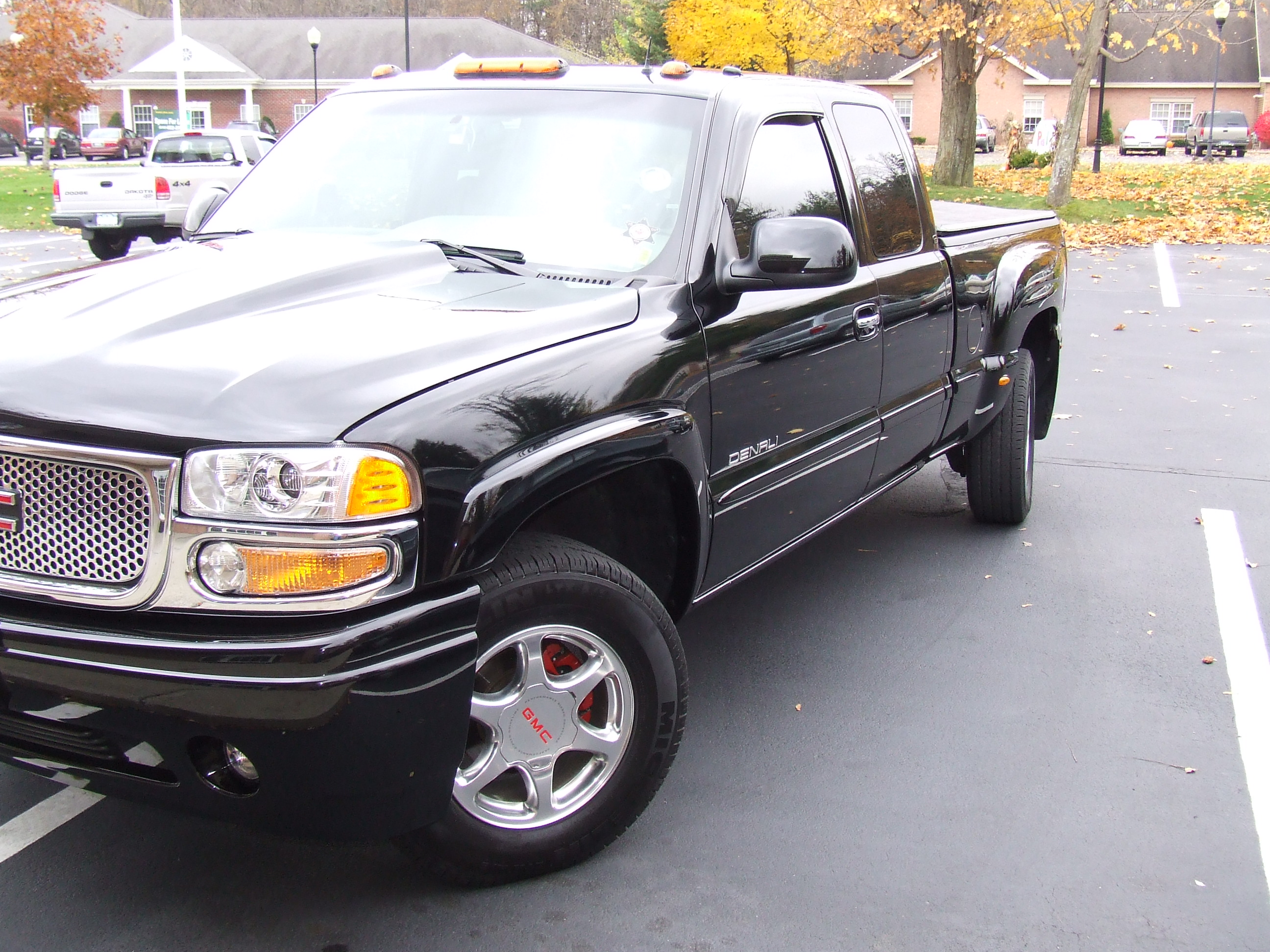
en:Quadrasteerが作動中のGMC・シエラ

四輪操舵 （よんりんそうだ、4 Wheel Steering、4WS）とは、自動車のステアリング機構（操舵方法）の一種。四輪自動車の全車輪に対して能動的に舵角を与えることにより、高い速度域での車両安定性を向上させる、あるいは極低速域での小回り性を向上させる方法である。三軸（六輪）以上の車両の場合、一部の車軸が操舵機構を持たないものがある。

## 概要

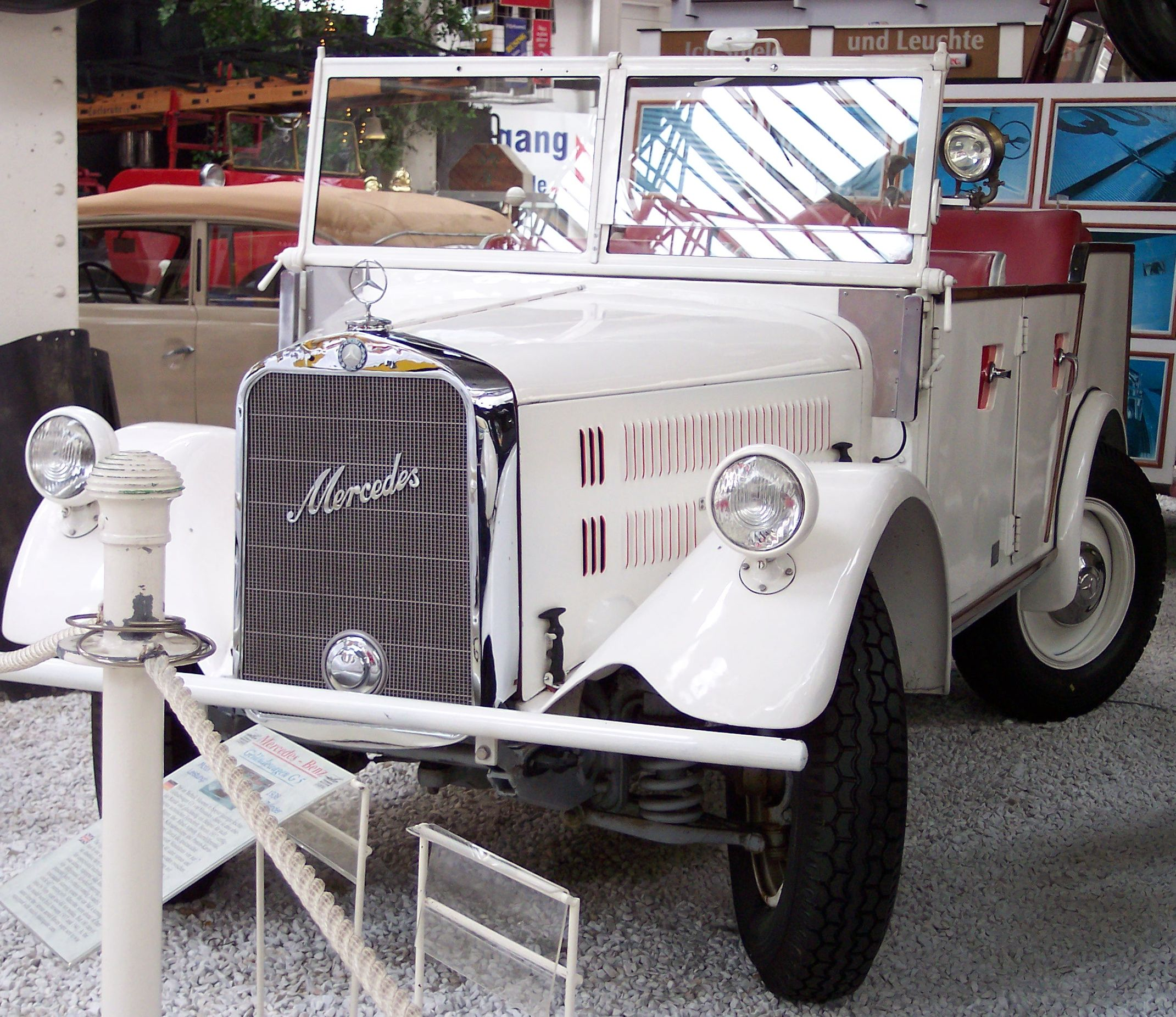
メルセデス・ベンツG5 1937年

一般的な自動車では、ハンドル操作によって前輪に舵角を与えて方向転換を行うのが一般的である。このため、舵角が大きい場合には内輪差が大きくなるなどの不都合が起こる。これに対し四輪操舵方式ではハンドルによる前輪の操舵情報を後輪に対しても与えることにより、操舵時のこうした不都合を低減することを目的としている。

機構そのものは古くから存在し、第二次世界大戦前のドイツ国で一部の車両に採用されたが、戦後はいったん消滅した。1980年代終盤、日本メーカーの乗用車においては四輪操舵を採用した車種がいくつか発売されたが、雑誌などのメディアが強く注目したものの、販売は伸び悩み、それらの次期モデルからは以下にあげる理由によって四輪操舵の採用が減少していった。その理由のひとつは、機構追加による複雑化、重量の増加と新規技術ゆえの価格上昇である。もうひとつの理由は、四輪操舵がもたらす「理想的な」挙動と一般的な二輪操舵の挙動との違いであり、四輪操舵の良さが「違和感」「クセの強さ」と認識されてしまったことである。具体的には、右左折時に運転者の予想よりも車体後部が外側に振り出す（逆相操舵）ことや逆に高速走行でほとんど回頭せずに横に動くように感じる（同相操舵）こと、車庫入れ後退時に狙った通りに車が動かないと感じることなどが挙げられる。日本のように車庫・駐車場事情がそれほど良くない場合、壁にぴったりと寄せられないことは不都合を招く場合もある。さらにはチューニングカーの世界においては重量や挙動に対する不満から4WSを取り外してしまうケースも珍しくない。主に日産車向けに、「ハイキャスキャンセラー」なるパーツも発売されている。加えて、スズキ（鈴木自動車工業時代を含む）は、自社商品への4WSの採用への意欲がなかった。
その後乗用車では一時採用されなくなったが、2011年12月現在においては、日産自動車が日産・スカイライン、日産・フーガで、レクサスが4代目GS・3代目レクサス・ISで、欧州メーカーではルノーが3代目ラグナで、またBMWが5代目7シリーズと6代目5シリーズでインテグレイテッドアクティブステアリングの名称で採用、さらにポルシェでもポルシェ・991の一部でリアアクスルステアリングの名称で電動式四輪操舵が採用された。いずれも後輪の操舵角を少なくしたり後輪操舵をわずかに遅らせるなどして、自然なハンドリンクになっている。
競技の世界ではパイクスピーク・ヒルクライムや氷上レースのアンドロス・トロフィーなど、ローカル色が強く改造が自由なイベントで四輪操舵が採用されることもあるが、多くのカテゴリにおいては規定で禁止されている。F1では1993年に、1994年からの運転補助装置の禁止が通達されたが、その中に四輪操舵が含まれていた。禁止直前の1993年にベネトン・B193Bの改良型として開発されたB193Cに四輪操舵が採用されたが、ミハエル・シューマッハは「あまり変わらない」という主旨の感想を残しており、結局実戦では使用されなかった。ラリー系競技ではグループB車両で四輪操舵が用いられた。
1971年から1972年にかけて、アポロ計画のJミッションで使われた月面車に四輪操舵システムが採用された。この場合、一方の系統が故障した場合でも、もう一方の系統で操舵できるように冗長性をもたせるためのものであった。→フォールトトレラント設計
乗用車以外では、農業機械や建設機械に同機構を採用したものがみられる。

## 同位相と逆位相

4四輪操舵の位相切り替えのひとつの例

四輪操舵は、同位相方式と逆位相方式に大別される。それぞれ、同相・逆相と略されることもある。
同位相方式
舵角を前輪と同じ方向にする方式。転舵時に発生するヨーを抑えることで、車両の安定性を高める。高速域での車線変更などでの横滑りを抑える。縦列駐車にも適している。
逆位相方式
舵角を前輪と逆の方向にする方式。回転半径を小さくすることが可能になる。ただし、後輪の軌跡や、リアオーバーハングが外側に膨らむ、車庫入れや縦列駐車などで、後退しながら転舵する場合の車輪の軌跡がわかりにくい、壁や縁石に寄せられない、などのデメリットがある。
乗用車では、走行速度やハンドルの操舵角度により、同位相と逆位相を連続的に制御しているものが多く、後退時にはキャンセル（中立で固定）できるものもある。
大型・特殊車両（消防車やラフテレーンクレーンなど）では、特に内輪差の低減と小回り性能の向上を目的として、逆位相方式の四輪操舵機能が採用されるが、日産ディーゼル・FJのように、同位相により「カニ足走行」も可能にした例も存在する。一部のリーチフォークリフトでは真横に走行が可能であり、限られた倉庫スペースの有効活用に役立っている。また、2階建てバスや三軸観光バスや全長15 mの2階建てバスメガライナーなどは最後軸に逆位相方式のパッシブステア機能がある。また、牽引型の連節バスにも付随車の車軸に逆位相方式のステア機能が装備されている。

## 制御方式
四輪操舵は、機械式と電気制御式に大別される。
機械式
ステアリングと前後輪とをギアやシャフトなどの機構で接続し制御するもので、ホンダが1987年にプレリュードに搭載した（1991年の四代目以降は後述する電動式へ移行）。ステアリングの切れ角に応じて、後輪があらかじめ機構にプリセットされた切れ角（同位相・逆位相両方）で切れる。電気制御が介入しないため信頼性は高いが、細かな制御はできない。
電気制御式
ステアリングの切れ角に応じて、後輪を電気制御されたアクチュエータで動かすもので、代表例は日産HICAS/HICAS-II/SuperHICAS。1985年 - 1988年に採用されたHICASは油圧による後輪の同位相制御のみを行っていたが、1989年5月発表のスカイライン(R32型系)に採用されたSuperHICASからは逆位相制御が組み込まれ、ステアリングの切り始めに一瞬のみ逆位相となり、ヨーモーメントを発生させたのち、同位相制御へと移行する機構を持っている。機械式と比べ、容易にその動作を無効化することができた。

## 過去の量産乗用車への採用例
- ホンダ
  - プレリュード（3代目-5代目）
  - アコード（4代目）/アスコット（初代）/アスコットイノーバ
- トヨタ自動車
  - ソアラ(UZZ32)
  - セリカ/カリーナED/コロナEXiV/カレン（ST181/ST183/ST201/ST203/ST207）
  - カムリ/ビスタ
  - ライトエーストラック（1991年10月 - 1999年6月までの3代目モデル）
  - 乗用車以外では高機動車シャシ共通各車、2代目ハイメディック
- 日産自動車
  - 180SX/200SX/240SX（S13）
  - シルビア（S13-S15）
  - フェアレディZ（Z32）
  - スカイライン（R31-R34）
  - セフィーロ（A31）
  - ローレル（C33-C35）
  - ステージア（C34,M35）
  - フーガ
- 三菱自動車
  - ギャラン/エテルナ
  - GTO
  - ディアマンテ/シグマ
- マツダ/日本フォード
  - カペラ/フォード・テルスター
  - センティア/アンフィニ・MS-9
  - ユーノス・800/ミレーニア
- 富士重工業 (スバル)
  - アルシオーネ SVX（CXD[注釈 2]）
- ダイハツ工業
  - ミラ
- いすゞ自動車
  - ジェミニ（FFモデル）
  - ピアッツァ（FFモデル）
- ロールス・ロイス
  - ファントム
- フェラーリ
  - F12tdf
  - GTC4ルッソ
- BMW
  - 8シリーズ(E31)
- ランボルギーニ
  - アヴェンタドールS

## 現行の量産乗用車への採用例
- メルセデス・ベンツ
  - Sクラス(W223)
  - AMG・SL(R232)
- BMW
  - 5シリーズ(G60)
  - 7シリーズ(G70)
- ロールス・ロイス
  - ゴースト
- ランボルギーニ
  - カウンタック LPI 800-4

## パッシブステア
ナチュラル4WSとも呼ばれる。能動的に後輪を操舵する四輪操舵と異なり、リアサスペンションのストローク量や横方向にかかる力に応じて後輪のトー角をコントロールし、回頭性や安定性を向上させる方法にパッシブステアがある。狭義では「トーコントロールシステム」の範疇であり、四輪操舵には含めない。
通常の後輪独立懸架では、ホイールがストロークする際や横力を受けた際に、特に旋回外側の車輪においては車両が安定寄りとなるトーインを常に保つように設定されている。また、リジッドアクスルやリンク式サスペンション、トーションビームのような固定車軸の場合は、ストローク時や横力を受けた時に起こるアクスルステアをアーム長やゴムブッシュの弾性変形でコントロールし、リアアクスル全体を旋回中心向きに変位させ、安定を保っている。このような特性がサスペンション設計の中で理解されてくる1980年代以前は、ブッシュやサスペンションアームの弾性変形による旋回中のトー角度の変化（主にトーアウト側への継続的な変化）はコンプライアンスステアとも呼ばれ、旋回中の車体の挙動を乱してスピンを誘発する危険性のある要素として捉えられていた。
これに対しパッシブステアは、ブッシュの変形を利用するまでは変わらないが、旋回初期の極浅いロールの際、後輪を一瞬だけトーアウト（逆位相）にコントロールするものである。動作が受動的であるためアクチュエーターはなく、タイロッドを持たない点が四輪操舵とは異なる。挙動を乱しスピンに至らないよう、外輪のみをトーアウトとするものもある。主に前輪駆動車やスポーツカーの一部で、回頭性を向上させるための「きっかけ」として用いられる。簡単な構造で四輪操舵に近い効果を実現できる反面、高度な制御を行うことはまったく不可能である。また、ブッシュ硬度の温度依存特性や経年劣化、あるいは路面の凹凸によるストローク量の変化や路面の摩擦係数の変化などにより動作が変動する点も弱点となる。マツダのトーコントロールハブとSSサスペンション、いすゞのニシボリック・サスペンション、サーブのReAxs（リアクシス）などがあり、日産・パルサー/パルサーエクサ/ラングレー/リベルタビラ （N12型系）、マツダ・RX-8、RX-7（FC、FD）、ユーノス・ロードスター（NA、NB、NC）、いすゞ・ジェミニ（3代目）とPAネロ（ジオ・ストーム、アスナ・サンファイア）、サーブではGM傘下となってからの各車（2代目9-3など）に採用例がある。
自動車史上、パッシブステアの概念を本格的にリアサスペンションの設計に採り入れた最初の車輌は1966年式フォード・ゼファー・マークIVであったが、当時の英国市場での評価は芳しくなかった。1978年にはポルシェ・928がヴァイザッハ・アクスルを採用したが、これは原理的にはゼファー・マークIVの概念と同じ物であった。日本車では1980年にBD型マツダ・ファミリアがSSサスペンションの名称でパッシブステアの概念を導入、旋回時や制動時に後輪をトー・イン側に積極的に変化させる特性が持たせられ、それまでの前輪駆動車につきものであったタックインを大幅に抑え込むことに成功、商業的にも大きな成功を収め、日本市場で前輪駆動車が本格的に普及する嚆矢となった。
マツダでは現行車にも採用されているが、かつてほど大々的に宣伝されてはいない。トーコントロールハブの開発に携わった貴島孝雄によると、パッシブステアは機敏で優れた操縦特性を実現した一方で、ドライバーに操縦時の違和感を感じさせやすく、自動車工学としては正しいものではあるが、貴島自身が提唱するドライバーの「動的感性」を満足させるものにはなりにくいという反省点が得られたとされており、FD3S以降ではドライバーに明確に変化を感じさせる程のトー角度の制御は行わなくなったという。
モータースポーツでは、パッシブステアが操作性の低下を招く不確実要素となるため、たわみブッシュを硬質な材料で作られたものに交換することがある。実際にサーキット走行などにおいては、「トーコン（トロール）キャンセラー」、「ニシボリ殺し」などといったアフターマーケットパーツで動作をキャンセルすることが一般的であった。
その一方で国内ラリーシーンではパッシブステアは好評であった。ニシボリック・サスの場合、旋回中に通常の前輪駆動車では考えられないほどのオーバー・ステア傾向を示したことや、トーコントロールハブでは後輪駆動でありながらアクセルオフでタックインを誘発させて高速なコーナリングが可能という、通常の駆動方式の特性とは正反対の要素が備わっていたからである。